# Koikeroinen
Koikeroinen är en sjö i kommunen Ylöjärvi i landskapet Birkaland i Finland. Sjön ligger 108,4 meter över havet. Arean är 74 hektar och strandlinjen är 11,74 kilometer lång. Sjön  ingår i Kumo älvs huvudavrinningsområde.   Den ligger omkring 27 km nordväst om Tammerfors och omkring 190 km norr om Helsingfors. 